# Li'l Abner
Li'l Abner è un personaggio immaginario protagonista di una omonima striscia a fumetti creata dal cartoonist statunitense Al Capp (1909–1979) e pubblicata come striscia giornaliera sui quotidiani dal 1934 al 1977. Nel 1995 fu una delle venti serie a fumetti incluse nella serie commemorativa di francobolli statunitensi Comic Strip Classics. La serie ha avuto due trasposizioni cinematografiche, ha ispirato una commedia musicale di Broadway, alcune serie a cartoni animati e un parco a tema.
È stato il primo comics ad avere grandi introiti dal merchandising. Nel 1950, nel suo primo anno di vendite, il pupazzo del personaggio dello shmoo, che appare nella serie, lo "Shmoo doll", generò ricavi per ben 25 milioni di dollari (corrispondenti a 235 milioni di dollari del 2016).

## Storia editoriale
La striscia giornaliera esordisce sui quotidiani statunitensi il 13 agosto 1934 mentre le tavole domenicali il 24 febbraio 1935 e verranno pubblicate fino al 13 novembre 1977 in più di 900 giornali nel Nord America, per un totale di più di 70 milioni di lettori con la distribuzione di United Feature Syndicate.
Oltre che sui quotidiani la serie venne pubblicata negli USA anche nei comic book della serie Comics On Parade negli anni trenta e su una serie dedicata edita dalla Harvey dal 1947 al 1955. Al Capp, inizialmente autore sia dei testi che dei disegni con l'apporto di vari assistenti come Andy Amato, Creig Flessel e Bob Lubbers, porterà avanti la striscia fino al 13 novembre 1977, due anni prima della sua morte. Oltre ai sunnominati, dal 1954 al 1961 fu aiutato anche da Frank Frazetta.
In Italia è stata pubblicata per la prima volta sulla rivista Robinson edita dal 1945 al 1947, sugli Albi Costellazione nel 1946, e sulle riviste Linus e Il Mago negli anni settanta. Negli anni ottanta e novanta la casa editrice Comic Art ha pubblicato intere annate nella collana Yellow Kid e sulla rivista All American Comics e il Club Anni 30 nel 1990 ha pubblicato le tavole dal 1934 al 1947. Non esiste in Italia una serie completa, nell'esatto ordine cronologico.

## Trama
La serie, ambientata nella comunità degli hillbillies - i contadini della regione dei monti Appalachi che negli Stati Uniti rappresentano lo stereotipo del villico stupido e incolto - narra le semplici vicende della famiglia di Abner, ritratte con simpatia a rappresentare un mondo idilliaco e piacevole, o in modo derisorio alle spalle dei contadini protagonisti, evidenziandone i difetti. Spesso le vicende citano i fatti politici contemporanei alle date di pubblicazione, satireggiando i personaggi e mostrando in particolare politici e gente di città come intriganti e imbroglioni, contrapposti ai buoni contadini. Le vicende sono solitamente ambientate nel villaggio di Dogpatch, della cui comunità fanno parte il giovane Abner Yokum, detto Li'l Abner, e i suoi anziani genitori.
Nella versione italiana i personaggi di Dogpatch parlano un italiano sgrammaticato, derivato dal miscuglio di vari dialetti dell'italia settentrionale, creato dall'inventivo traduttore Ranieri Carano.

## Personaggi principali
- Li'l Abner Yokum (detto Li'l Abner, piccolo Abner): è un hillbilly di circa vent'anni, alto, grosso, muscoloso e prestante, tanto forte e piacente quanto ingenuo e fannullone, caratteristica che a Dogpatch non costituisce uno stigma per gli uomini, perché sono le donne a lavorare e a mandare avanti la casa. Vive con i due anziani genitori nel paesino immaginario di Dogpatch e non ha un lavoro fisso, ma in qualche episodio trova qualche temporanea occupazione. Nel corso della storia si sposa e ha un figlio, Abel;
- Mammy Yokum (anche chiamata Pansy): è l'anziana madre di Abner, piccola, bruttina e autoritaria, con la tendenza a imporsi a pugni nelle discussioni; è la donna che dirige la casa con la preoccupazione principale di trovare ai figli una moglie che lavori e si occupi di loro;
- Pappy Yokum (anche chiamato Lucifero); padre di Abner, piccolo di statura, bruttino, ingenuo e fannullone;
- Honest Abe Yokum: figlio di Abner e Daisy, lo si vede sempre bambino ed è un po' più intelligente dei genitori;
- Tiny Yokum: fratello minore di Abner, altrettanto alto e bello, credulone e ingenuo, di circa quindici anni;[13] sposa la bellissima figlia dei vicini di casa;
- Daisy Mae Scragg: giovane ragazza bella e formosa, figlia di due contadini un po' meno rozzi degli Yokum; per un certo tempo fa invano la corte ad Abner, quindi riesce a sposarlo e ne ha un figlio; si dedica fondamentalmente alla famiglia e ai lavori di casa;
- Salomey: scrofa della famiglia Yokum;
- Fiola Lupo (Wolf Gal): una donna selvaggia formosa e bellissima ma spietata, che vive con i lupi nella foresta vicino a Dogpatch e capisce il linguaggio di questi; vive di espedienti con i quali far mangiare anche i suoi amici animali; dapprima fa una corte spietata ad Abner ma, non ricambiata, prova a farlo mangiare dai lupi e poi ci riprova con suo fratello Tiny e, ancora non ricambiata, si comporta allo stesso modo.

## Altri media

### Lungometraggi
- Il villaggio più pazzo del mondo (Li'l Abner; 1940), con Buster Keaton, diretto da Albert S. Rogell[2]
- Il villaggio più pazzo del mondo (Li'l Abner; 1959), tratto da una commedia musicale, interpretato da Jerry Lewis e diretto da Melvin Frank.[2]

### Teatro
- Commedia musicale rappresentata a Broadway (1956).[2]

### Serie a cartoni animati
- Alcuni disegni animati sono prodotti nel 1944 e nel 1945 da Dave Fleischer, ispirati a storie apparse sui quotidiani.[1]